# ديزموند فايواسو
ديزموند ريتشموند فايواسو (بالإنجليزية: Desmond Richmond Fa'aiuaso)‏ (مواليد 24 فبراير 1984 في ساموا) لاعب كرة قدم ساموي دولي يجيد اللعب في خط الهجوم . يلعب حاليا لصالح نادي تيم تاراناكي النيوزيلندي منذ 2010 .

## روابط خارجية
- ديزموند فايواسو على موقع الاتحاد الدولي (مؤرشف)  (الإنجليزية)
- ديزموند فايواسو على موقع الاتحاد الدولي (مؤرشف)  (الإنجليزية)
- ديزموند فايواسو على موقع قاعدة بيانات كرة القدم.إي يو (الإنجليزية)
- ديزموند فايواسو على موقع ناشيونال فوتبول تيمز (الإنجليزية)
- ديزموند فايواسو على موقع عالم كرة القدم.نت (الإنجليزية)